# (99942) Apophis
(99942) Apophis (tidligere kendt under sin midlertidige betegnelse 2004 MN4/2004 MN4) er en Aten-asteroide med en diameter på ca. 320 meter, som forårsagede en kort bekymring i slutningen af 2004. De tidlige observationer af asteroiden ledte til at der var stor sandsynlighed for, at 2004 MN4 ville ramme Jorden i 2029.

Men flere observationer gav nøjagtigere forudsigelser om aftenen 27. december 2004, som stort set eliminerede muligheden for en kollision med Jorden eller Månen i 2029.

I 2005 var prognosen at asteroiden Apophis vil passere tæt forbi Jorden fredag den 13. april 2029 og at det vil ske med en afstand fra Jordens centrum på 36.350 kilometer. Til sammenligning er Jordens radius 6.378 km ved ækvator og mindsteafstanden til Månen er 363.104 kilometer. Mødet vil ændre banen så Apophis kommer igen d. 13. april 2036. Afhængig af forskellige faktorer, fx Apophis' masse, vil 2029-mødet ændre banen, så afstanden ved 2036-mødet kan have en usikkerhed på op til 23 jordradier. Risikoen for at Apophis rammer jorden regnes nu for lav, men folk spiller stadig scenarier i det tilfælde, at det sker. Selv med de teknologiske fremskridt i det 21. århundrede kan vi ikke nøjagtigt forudsige placeringen af en asteroides påvirkning eller skaderne den vil forårsage. Vi er dog i stand til at lave en hypotese. For eksempel viser en asteroidskadesimulering, at en asteroidekollision med en størrelsesorden svarende til Apophis ville resultere i tusinder af skader og hundreder af ødelagte bygninger, hvis den landede i et stort storbyområde.

## Opdagelse
99942 Apophis blev opdaget 19. juni 2004 af Roy Tucker, David J. Tholen og Fabrizio Bernardi af det NASA-støttede University of Hawaii Asteroid Survey fra Kitt Peak National Observatory i Arizona

## Navngivning
Ved opdagelsen fik asteroiden tildelt den midlertidige betegnelse 2004MN4.
Efter at dens kredsløb var tilstrækkeligt kendt fik asteroiden den 24. juni 2005 tildelt det permanente nummer 99942.
Den 19. juli 2005 blev den navngivet Apophis efter en ægyptisk gud.